# Financiera Fusa
Financiera Fusa fue una institución financiera chilena que funcionó desde 1975 hasta 1995.

## Historia
El 17 de julio de 1975 fue constituida Financiera y Promotora del Desarrollo Nacional S.A. (Prodena), mientras que el 29 de agosto del mismo año se autorizó su existencia. A su vez, el 26 de febrero de 1976 se fundó la Financiera Ultramar S.A. Ambas instituciones se fusionaron el 27 de julio de 1977, creando Financiera Fusa-Prodena S.A. El 20 de abril de 1978 cambia su razón social a Financiera Fusa, la cual solía hacer campañas publicitarias por parte de la destacada cantante y locutora chilena Pachi Salgado cuya frase es recordada En Financiera Fusa se lo prometo.
Fusa fue una de las primeras financieras chilenas (junto a Atlas y Condell) en introducir los cajeros automáticos Redbanc y ofrecer las tarjetas Visa, MasterCard y Magna. El 7 de junio de 1995 fue adquirida por el Grupo Santander y el 13 de noviembre de ese año se fusiona con Fincard y bajo su alero nace Banefe.